# 南邊圍
22°26′48″N 114°01′58″E / 22.446723°N 114.032816°E

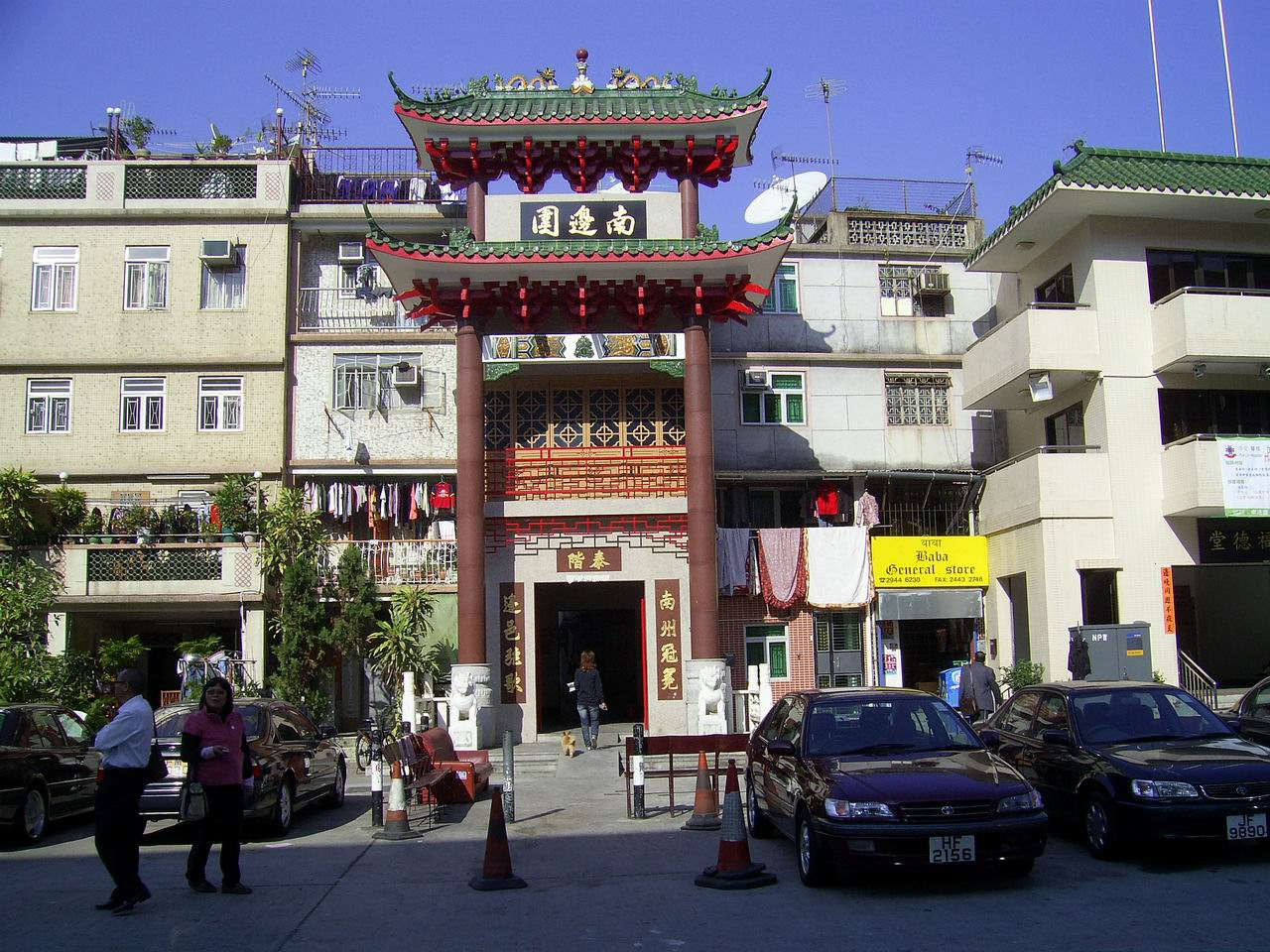
南邊圍

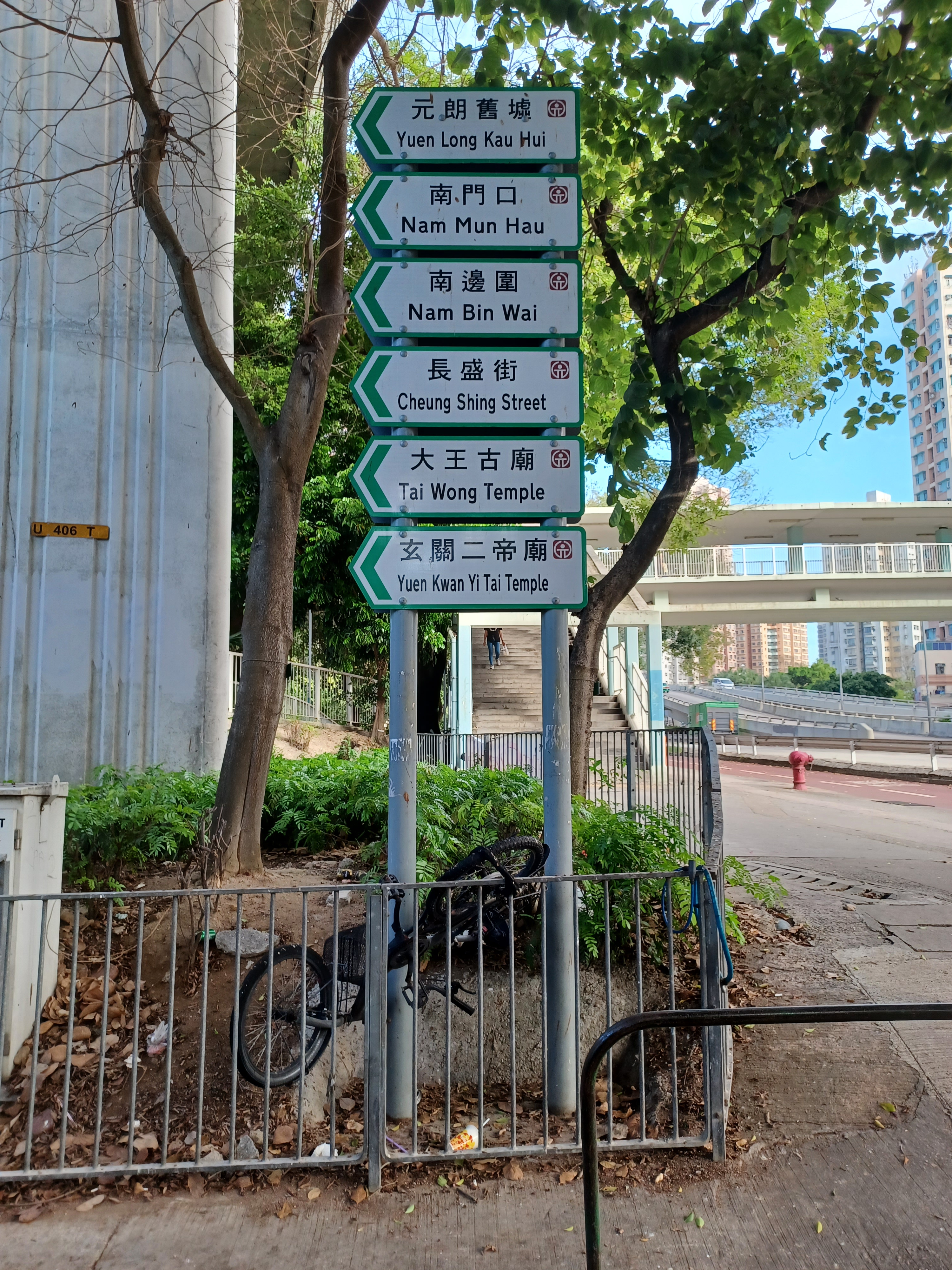
南邊圍路牌

南邊圍是香港新界元朗十八鄉的一條圍村，位於屯馬綫元朗站附近，接壤元朗舊墟、西邊圍村和東頭村。

## 簡介
南邊圍村立村時靠近南面而臨近海邊，因而得「南邊」之名。
南邊圍村早期為鄧姓圍村，其後有其他姓氏加入，令本村變為雜姓村。元朗舊墟位於南邊圍村與西邊圍村之間，由於南邊圍村鄰近元朗舊墟，村民對外的交往較頻繁，因此有不少村外人移居入村，其後更有不少南亞裔人士聚居。
另有一說謂南邊圍村本即雜姓村，而最初搬入南邊圍的居民是葉姓、龍姓、戴姓、杜姓和歐姓（杜姓和歐姓後來外遷），南邊圍村因而無祠堂。後來從村外移居南邊圍村者漸多，高峯期時村內一度有31種不同的姓氏。

2019年1月13日，南邊圍舉行村代表選舉，其中陳禮喜、鄭延平、葉振發及陳樹堅四人分別以398票、287票、348票和369票當選鄉村原居民代表，而冼宜生則以161票當選並成為現有鄉村居民代表。
2019年7月元朗襲擊事件中，參與襲擊者為有背景人士，而施襲的白衣人在施襲後，大多在凌晨聚集於南邊圍村；村內有黑社會背景人士以「和勝和」為主。

## 另見
- 元朗襲擊事件